# 北區 (新竹市)
北區（臺灣客家語海陸腔：bed kiˋ）位於臺灣新竹市北部，是新竹市政府所在地。全境面積約為15.7267平方公里，人口約有15.4萬人，人口密度每平方公里約有9,780多人，在全臺灣省所有市級市轄區中，人口密度第一高，結構上則以閩南人居多。

## 歷史
戰後，統合日治時代昭和10年（1935年）町名改正設置的田町、北門町、新富町、宮前町、表町、西門町、住吉町、客雅、水田、崙子、苦苓腳、樹林頭、湳雅、吉羊崙、沙崙、槺榔、十塊寮、油車港設置北區。

## 人口
根據新竹市北區戶政事務所統計，2024年底北區戶數約6.2萬戶，人口約15.4萬人，人口密度每平方公里約9,786人，是新竹市人口密度最高的行政區，區內人口最多與最少的里分別是湳中里與大鵬里，2024年底兩里人口分別為8,283人與259人，其中大鵬里也是新竹市人口最少的里。2024年底時，北區人口中有12.98%是0至14歲人口，70.02%是15至64歲人口，17.00%是65歲以上人口，是新竹市老年人口比例最高的行政區。

## 政治

### 歷任首長
| 任次 | 姓名   | 就任日期       | 卸任日期       | 備註 |
| ---- | ------ | -------------- | -------------- | ---- |
| 1    | 張玉杰 | 1990年11月1日  | 1991年9月14日  |      |
| 2    | 陳清和 | 1991年9月14日  | 1994年4月20日  |      |
| 3    | 許明財 | 1994年4月20日  | 1996年7月1日   |      |
| 4    | 張偉賢 | 1996年7月1日   | 1998年7月19日  |      |
| 5    | 曾煥鵬 | 1998年7月20日  | 2000年8月31日  |      |
| 6    | 高夷吾 | 2000年9月1日   | 2002年7月31日  |      |
| 7    | 賴文永 | 2002年8月1日   | 2005年12月31日 |      |
| 8    | 蔡天力 | 2006年1月2日   | 2009年12月20日 |      |
| 9    | 柳劍山 | 2009年12月21日 | 2011年11月14日 |      |
| 10   | 洪俊耀 | 2011年11月15日 | 2016年4月5日   |      |
| 11   | 彭啓峰 | 2016年4月6日   | 2018年1月15日  |      |
| 12   | 李吳喜 | 2018年1月18日  | 2019年3月4日   |      |
| 13   | 凃東良 | 2019年3月11日  | 2022年1月28日  |      |
| 14   | 徐俊榮 | 2022年1月28日  | 2024年1月17日  |      |
| 15   | 黃治錦 | 2024年1月17日  | 現任           |      |

資料來源：新竹市北區區公所

### 區政組織
北區區公所是新竹市政府在北區的派出機關，在中華民國政府架構中為市政府綜理區政的執行機關，上級業務監督機關為新竹市政府。区长由市長任命，其任期為無任期保障。在區長及秘書之下，設有3課3室等6個內部單位。

### 行政區劃
| 北區行政區劃 |  |  |  |  |  |
|              |  |  |  |  |  |

| 聯合里   | 里名   | 里名   | 里名   | 里名   | 里名   | 里名   | 里名   | 里名   | 里名   | 里名   | 里名   |
| -------- | ------ | ------ | ------ | ------ | ------ | ------ | ------ | ------ | ------ | ------ | ------ |
| 西門聯里 | 西門里 | 潛園里 | 中央里 | 仁德里 | 崇禮里 | 石坊里 | 興南里 |        |        |        |        |
| 客雅聯里 | 西雅里 | 育英里 | 曲溪里 | 台溪里 | 南勢里 | 大鵬里 | 客雅里 | 中雅里 |        |        |        |
| 北門聯里 | 北門里 | 水田   | 新民里 | 長和里 | 中興里 | 新雅里 | 中山里 | 民富里 | 文雅里 | 磐石里 | 大同里 |
| 士林聯里 | 光田   | 士林里 | 福林里 | 古賢里 | 境福里 | 武陵里 |        |        |        |        |        |
| 湳雅聯里 | 光華里 | 湳雅里 | 金華里 | 舊社   | 金竹里 | 金雅里 | 湳中里 |        |        |        |        |
| 南寮聯里 | 南寮里 | 康樂里 | 海濱里 | 舊港里 | 港北里 | 中寮里 |        |        |        |        |        |

### 警政治安
- 新竹市警察局第一分局 110/(03)572-8750

- 新竹市警察局交通警察隊 (03)522-4168
- 北門派出所 (03)522-2223
- 西門派出所 (03)522-2452
- 湳雅派出所 (03)535-6710
- 樹林頭派出所 (03)526-7652
- 南寮派出所 (03)536-2334

## 教育
北區現有公私立高級中等學校二所，分別有新竹市立成德高級中學、新竹市私立天主教磐石高級中學等高級中等學校二校。其他公立教育機構計有3所國民中學以及7所國民小學。

## 交通

### 公路
- 台1線：經國路
- 台15線：西濱路
- 台61線（西部濱海快速公路）：未定，暫以台15線代替
- 台68線（東西向快速公路－南寮竹東線）
  - 南寮端（0）
  - 新竹一交流道（5）
  - 新竹二交流道（7）
- 市道118號：竹北市－新竹市北區
- 縣道122號：東大路。新竹市北區－新竹市東區

### 主要道路
- 中正路：為新竹市最精華的道路，地標有迎曦東門城、新竹市政府、站前廣場、新竹車站。
- 北門街、水田街、湳雅街：銜接竹北市至新竹市區，三條連貫，為新竹的古老街道之一，地標有鄭氏家廟、長和宮、城隍廟、北門國小、湳雅商圈。
- 經國路1-3段
- 東大路2-3段
- 武陵路

### 公共自行車
截至2023年9月11日，YouBike微笑單車在北區共設有25個站點。

## 地標及景點
- 新竹市政府
- 新竹市議會石獅
- 北門街商圈
- 新竹鄭氏家廟
- 新竹內天后宮
- 新竹長和宮
- 新竹都城隍廟
- 楊氏節孝坊
- 蘇氏節孝坊
- 張氏節孝坊
- 樹林頭境福宮
- 南寮富美宮
- 新竹漁港(南寮漁港)
- 新竹空軍基地

## 旅館
- 新竹福華大飯店

## 外部連結
- 新竹市政府北區區公所（页面存档备份，存于）